# Çıkrık, Yeşilyurt
Çıkrık là một thị trấn thuộc huyện Yeşilyurt, tỉnh Tokat, Thổ Nhĩ Kỳ. Dân số thời điểm năm 2011 là 1.135 người.